# Amaury Bischoff
Amaury Bischoff (ur. 31 marca 1987 w Colmar) – portugalski piłkarz francuskiego pochodzenia występujący na pozycji pomocnika we francuskim klubie SR Colmar.

## Dzieciństwo
Matka Bischoffa pochodziła z Portugalii, natomiast ojciec z Alzacji we Francji. Z początku postanowił reprezentować barwy młodzieżowej reprezentacji Francji, lecz w 2007 zmienił swój wybór i włączono go do kadry młodzieżowej reprezentacji Portugalii.

## Kariera klubowa

### Wczesna kariera
Bischoff rozpoczął swą karierę w SR Colmar. Później trafił do młodzieży RC Strasbourg, z którego przeniósł się do drugiego zespołu Werderu Brema w 2005 roku. Gdy zaczął się dobrze prezentować włączono go do treningów z pierwszym zespołem. W pierwszym składzie zadebiutował w spotkaniu Pucharu UEFA przeciwko Celcie Vigo 14 marca 2007, kiedy zastąpił Brazylijczyka Diego w 74. minucie. Werder wygrał wtedy na własnym stadionie 2–0. Był to jego jedyny występ w pierwszym zespole.

### Arsenal
1 lipca 2008 Bischoff postanowił nie przedłużyć wygasającego kontraktu i poszukać sobie nowego klubu. Później Bischoff złożył oświadczenie, iż jego transfer do Arsenalu jest przesądzony. Potwierdzenie tej informacji nastąpiło 30 lipca, gdy menadżer Arsène Wenger przyznał, że podpisanie umowy z utalentowanym zawodnikiem było zagraniem hazardowym z uwagi na jego liczne kontuzje.
Bischoff zadebiutował w stroju Arsenalu 6 października 2008 w spotkaniu rezerw przeciwko Stoke City, natomiast jego debiut w pierwszym zespole przypadł na wygrane 3–0 spotkanie Pucharu Ligi Angielskiej przeciwko Wigan Athletic 11 listopada. 2 maja 2009, Bischoff zmienił Theo Walcotta w wygranym spotkaniu z Portsmouth i był to jego pierwszy i jedyny występ dla klubu w rozgrywkach Premier League.

### Académica
30 czerwca 2009 został zwolniony z kontraktu, ponieważ nie potrafił przebić się do pierwszej jedenastki. 26 sierpnia 2009 Académica Coimbra ogłosiła podpisanie z Bischoffem dwuletniego kontraktu.

### Aves
Na początku 2010 roku Bischoff został wypożyczony do portugalskiego drugoligowca CD Aves.

## Kariera reprezentacyjna
Bischoff rozpoczął swą reprezentacyjną karierę w reprezentacji Francji do lat 18. Jednakże 14 maja 2007 zmienił swój wybór i przeniósł się do reprezentacji Portugalii do lat 18.
10 lutego 2009, w swoim debiucie w reprezentacji Portugalii U-21, otworzył wynik w wygranym 3–1 towarzyskim spotkaniu z reprezentacji Szwajcarii U-21.